# Cerșani
Cerșani – wieś w Rumunii, w okręgu Ardżesz, w gminie Suseni. W 2011 roku liczyła 812 mieszkańców.